# Symmachia batesi
Symmachia batesi is een vlindersoort uit de familie van de prachtvlinders (Riodinidae), onderfamilie Riodininae.
Symmachia batesi werd in 1887 beschreven door Staudingerl.